# Maskvattentyrann
Maskvattentyrann (Fluvicola nengeta) är en fågel i familjen tyranner inom ordningen tättingar.

## Utseende och läte
Maskvattentyrannen är en medelstor tyrann. Svart ögonmask och svarta vingar kontresterar med i övrigt ljust på undersida, huvud och rygg. Stjärten är också svart, med vit spets. Lätet är ett vasst och ljudligt "kirt".

## Utbredning och systematik
Maskvattentyrann delas in i två underarter:
- Fluvicola nengeta atripennis – förekommer från sydvästra Ecuador till nordvästra Peru (Tumbes)
- Fluvicola nengeta nengeta – förekommer i östra Brasilien (Maranhão till Minas Gerais och nordöstra São Paulo)

## Levnadssätt
Maskvattentyrannen är en marklevande fågel som påträffas vanligen nära vatten. Den kan också ofta ses i urbana områden där den kan vara rätt lätt att komma nära.

## Status och hot
Arten har ett stort utbredningsområde och tros öka i antal. Internationella naturvårdsunionen IUCN listar den därför som livskraftig (LC).

## Bilder

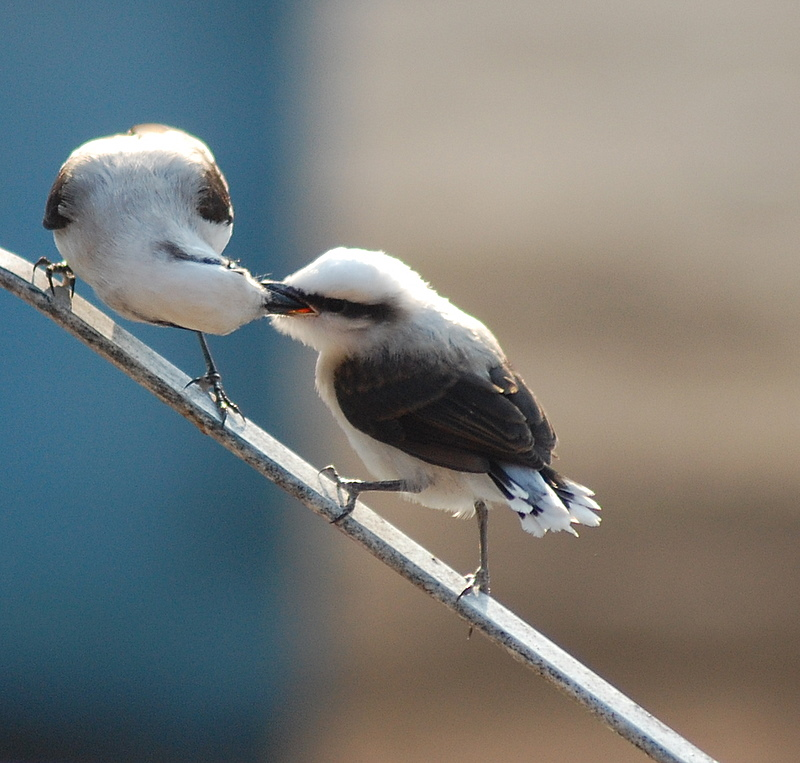
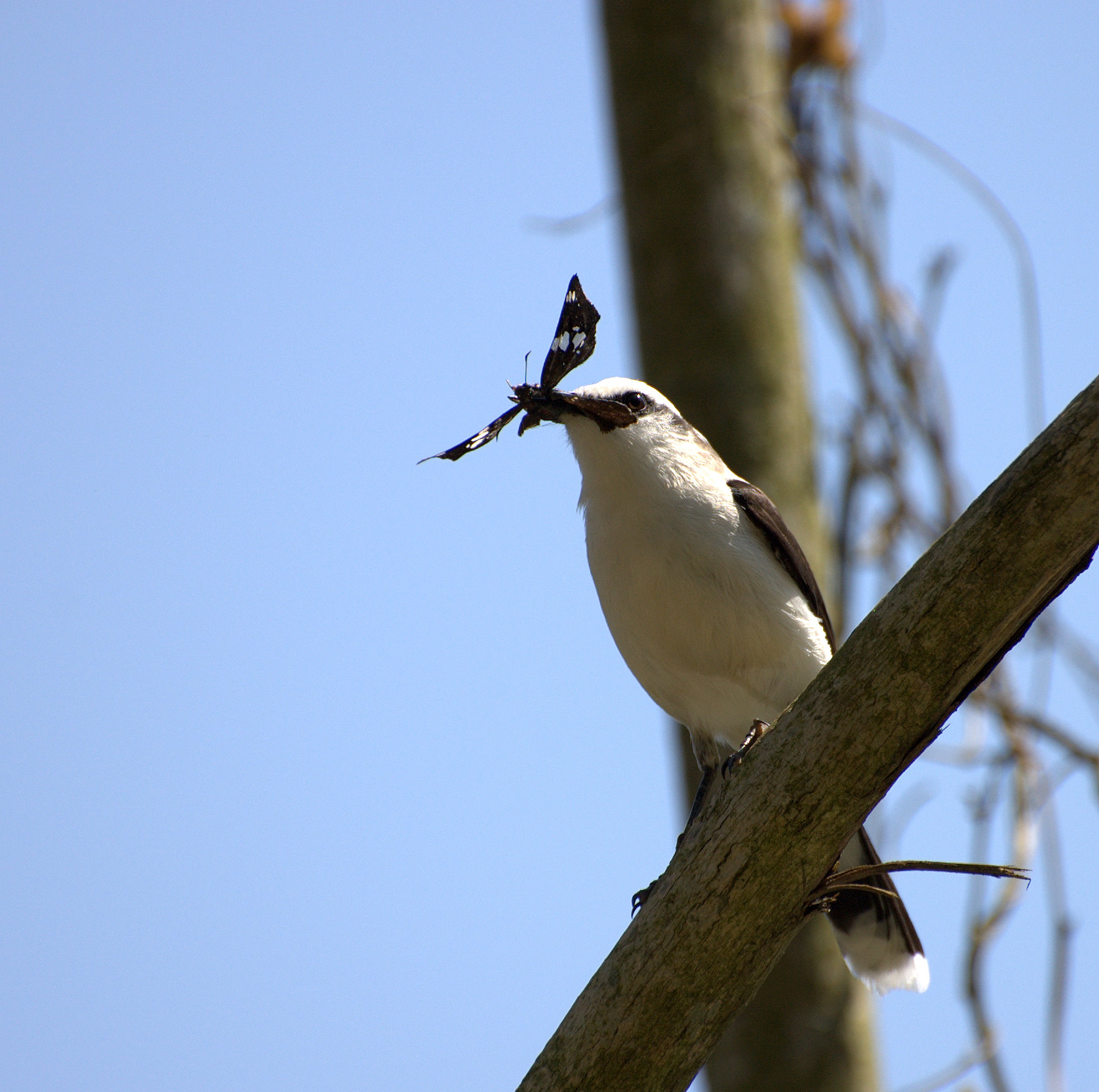
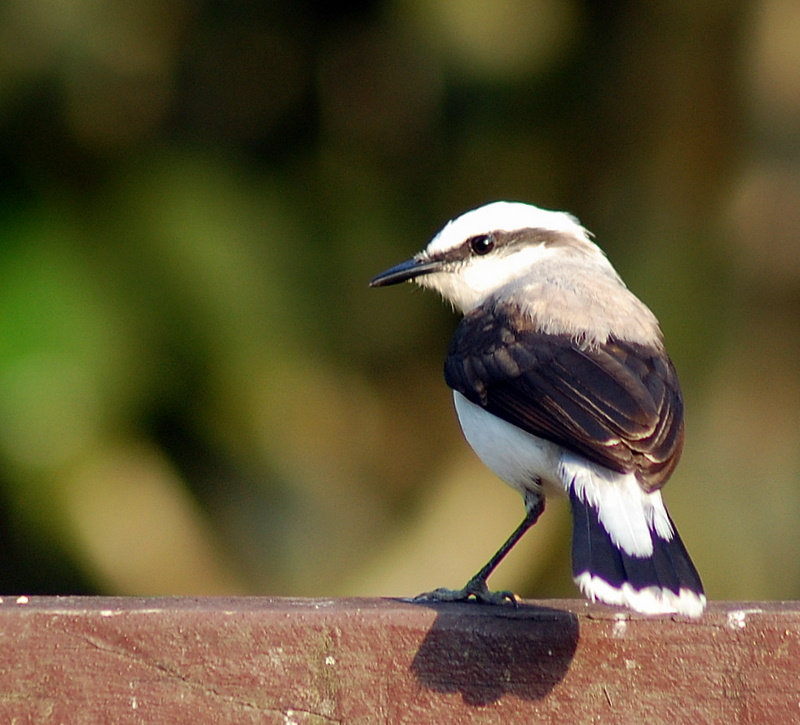